# Openica
Openica (macedónul: Опеница) település Észak-Macedóniában, a Délnyugati körzet Ohridi járásában.

## Népesség
| Lakosok száma | 636  | 675  | 681  | 509  | 236  | 126  | 104  | 58   | 31   |
|               | 1948 | 1953 | 1961 | 1971 | 1981 | 1991 | 1994 | 2002 | 2021 |

2002-ben 58 lakosa volt, akik mindannyian macedónok.